# Kławdij Lebiediew

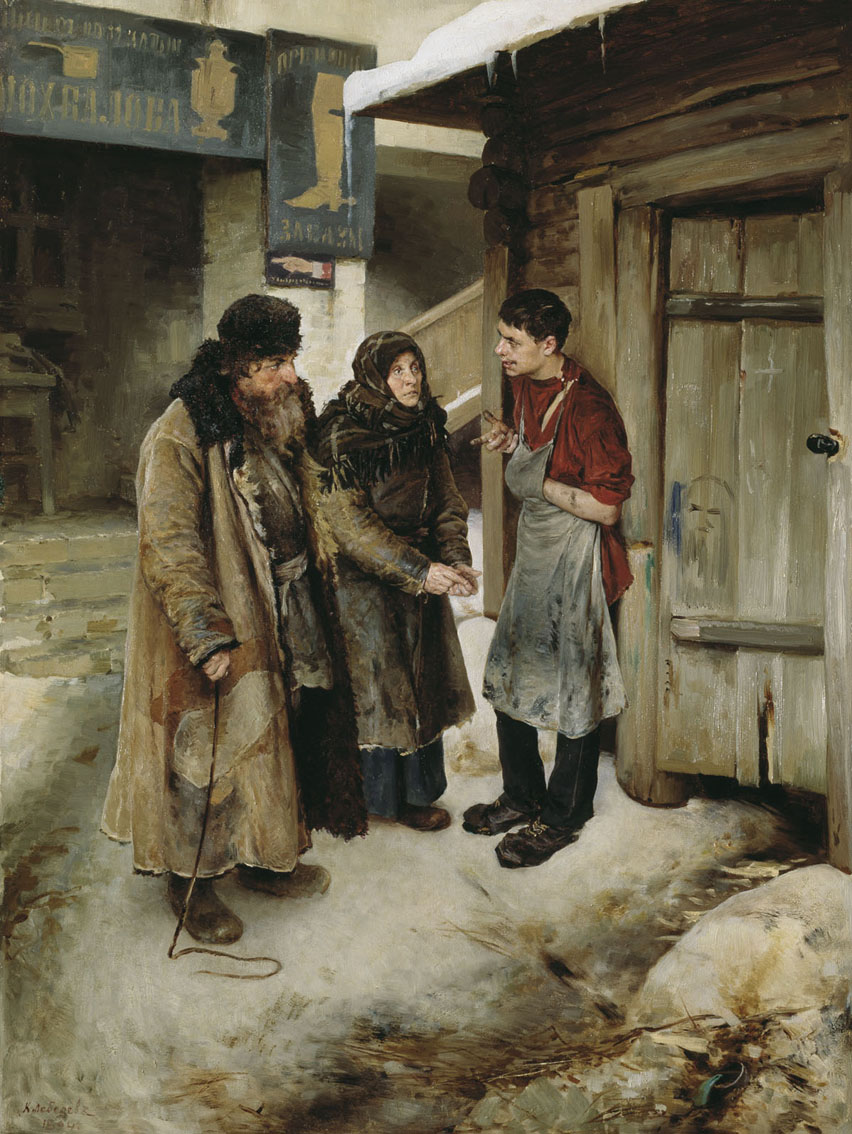
Z synem (1894)

Kławdij Wasiljewicz Lebiediew (ros. Клавдий Васильевич Лебедев) - ur. 16 października 1852 zm. 21 września 1916 w Moskwie, malarz rosyjski.
Pochodził z chłopskiej rodziny. Malarstwa uczył się m.in. w Moskwie u takich mistrzów jak: Pierow, Sorokin, Makowski, a następnie tamże wykładał. Członek Akademii Sztuk. Przedstawiciel realizmu, specjalizował się w malarstwie historycznym. Głównie odtwarzał sceny z życia bojarów w XVI-XVII w Rosji.
Współautor ikon oraz fresków (zniszczonych w 1934) w soborze Wniebowstąpienia Pańskiego w Jelcu.